# سعید غزنوی
سعید غزنوی فرزند سلطان مسعود، نوه سلطان محمود غزنوی و برادر مودود بود.
او در ابتدا ولیعهد سلطان مسعود غزنوی (پدرش) شد.
در حین جنگ‌های مسعود با سلجوقیان، سعید به نوعی بیماری پوستی دچار شد که نیروی آمیزش جنسی را از او گرفت.
قابله‌های حرم معجون تقویت جنسی برایش آوردند، که بر اثر خوردن آن درگذشت.
پس از وی مودود ولیعهد مسعود شد.